# Porta di Potsdam
La Porta di Potsdam (in tedesco: Potsdamer Tor) era una delle porte occidentali del muro doganale di Berlino, a sud della Porta di Brandeburgo. Fu originariamente costruito nel 1734 e poi ricostruito nel 1824 come un'imponente porta neoclassica. Fu una delle poche porte rimaste quando il Muro della Dogana fu demolito (1867-1870) ma subì gravi danni durante il bombardamento di Berlino nella seconda guerra mondiale (1943-1945). I suoi resti furono demoliti nel 1961, quando fu eretto il Muro di Berlino.